# Haplidus pubescens
Haplidus pubescens är en skalbaggsart som beskrevs av Chemsak och Linsley 1964. Haplidus pubescens ingår i släktet Haplidus och familjen långhorningar. Inga underarter finns listade i Catalogue of Life.